# Eric Ridder
Eric Ridder (1 de julho de 1918 — 23 de julho de 1996) foi um velejador estadunidense, campeão olímpico. Ele competiu nos Jogos Olímpicos de Verão de 1952 na classe 6 Metre e conquistou a medalha de ouro a bordo do Llanoria com Herman Whiton, John Adams Morgan, Everard Endt, Julian Roosevelt e Emelyn Whiton.
Ridder também foi o capitão vencedor da Copa América de 1964, guiando o iate da classe 12 Metre do New York Yacht Club, o Constellation, a uma vitória por 4 a 0 sobre o Sovereign do Royal Thames Yacht Club. Ele se formou na Universidade Harvard em 1940.